# Basis Nord
Basis Nord was een door de Sovjet-Unie beschikbaar gestelde geheime Duitse marinebasis in de baai van Sapadnaja Liza, ten westen van Moermansk. De basis was een onderdeel van het partnerschap dat Duitsland en de Sovjet-Unie hadden opgebouwd in 1939 en 1940 met het Molotov-Ribbentroppact. 
De basis werd eind 1939 aan Duitsland toegewezen en gebruikt als uitvalsbasis voor U-boten en schepen die konvooien aanvielen, zoals de Hilfskreuzer Komet. Er werden naast de U-boten geen schepen van de Kriegsmarine naar Basis Nord gestuurd. De Sovjet-Unie zorgde grotendeels voor de bevoorrading van de basis. 
Nadat de Duitsers Noorwegen tijdens Operatie Weserübung hadden ingenomen, kwamen de Noorse havens onder Duits gezag. Basis Nord was hierdoor overbodig geworden en het functioneerde nog enige tijd als symbool voor de relatie tussen Duitsland en de Sovjet-Unie. Operationeel werd er geen gebruik meer van gemaakt.